# Naka-ku (Okayama)
Pour les articles homonymes, voir Naka-ku.
Naka (中区, Naka-ku) est l'un des quatre arrondissements de la ville d'Okayama au Japon. Il est situé au sud de la ville.

## Géographie

### Démographie
En 2016, sa population est de 146 614 habitants pour une superficie de 51,25 km2, ce qui fait une densité de population de 2 860 hab./km2.

## Histoire
L'arrondissement Naka a été créé en 2009 lorsque Okayama est devenue une ville désignée par ordonnance gouvernementale.

## Lieux notables
- Musée d'art Yumeji

## Transport publics
L'arrondissement est desservi par plusieurs lignes ferroviaires :
- ligne Sanyō de la JR West,
- tramway d'Okayama.